# Solvay Solexis
La Solvay Solexis (SOLution for EXcellence In Science) è stata una società del gruppo Solvay operante nel settore dei polimeri fluorurati.

## Storia

### Origini
Nel 2002 il gruppo Solvay acquisisce l'Ausimont, (ex gruppo Montedison) e nel 2003 ne cambia il nome in Solvay Solexis, acronimo di SOLvay EXcellence In Science.

### Riorganizzazione produttiva
Nel 2011, una riorganizzazione all'interno del gruppo Solvay porta alla fusione delle società operanti nel settore delle plastiche avanzate:
- Solvay Solexis, con sede a Bollate produttrice di polimeri completamente o parzialmente fluorurati (PTFE, FKM, PVDF, PFPE, ecc.)
- Solvay Advanced Polymers, società americana produttrice di tecnopolimeri (PEEK, PPSU, PPA, ecc.)
- Padanaplast, operante nella compoundazione di termoplastici ed elastomeri reticolabili (PEX, XLPE, XLPO, ecc.).

La fusione si è compiuta ad aprile 2011 con la presentazione della nuova società Solvay Specialty Polymers con sede a Bollate.